# Pech de Bugarach
Pech de Bugarach lub Pic de Bugarach – szczyt w Pirenejach. Leży w południowej Francji, w departamencie Aude. Należy do Pirenejów Wschodnich.

## Bibliografia

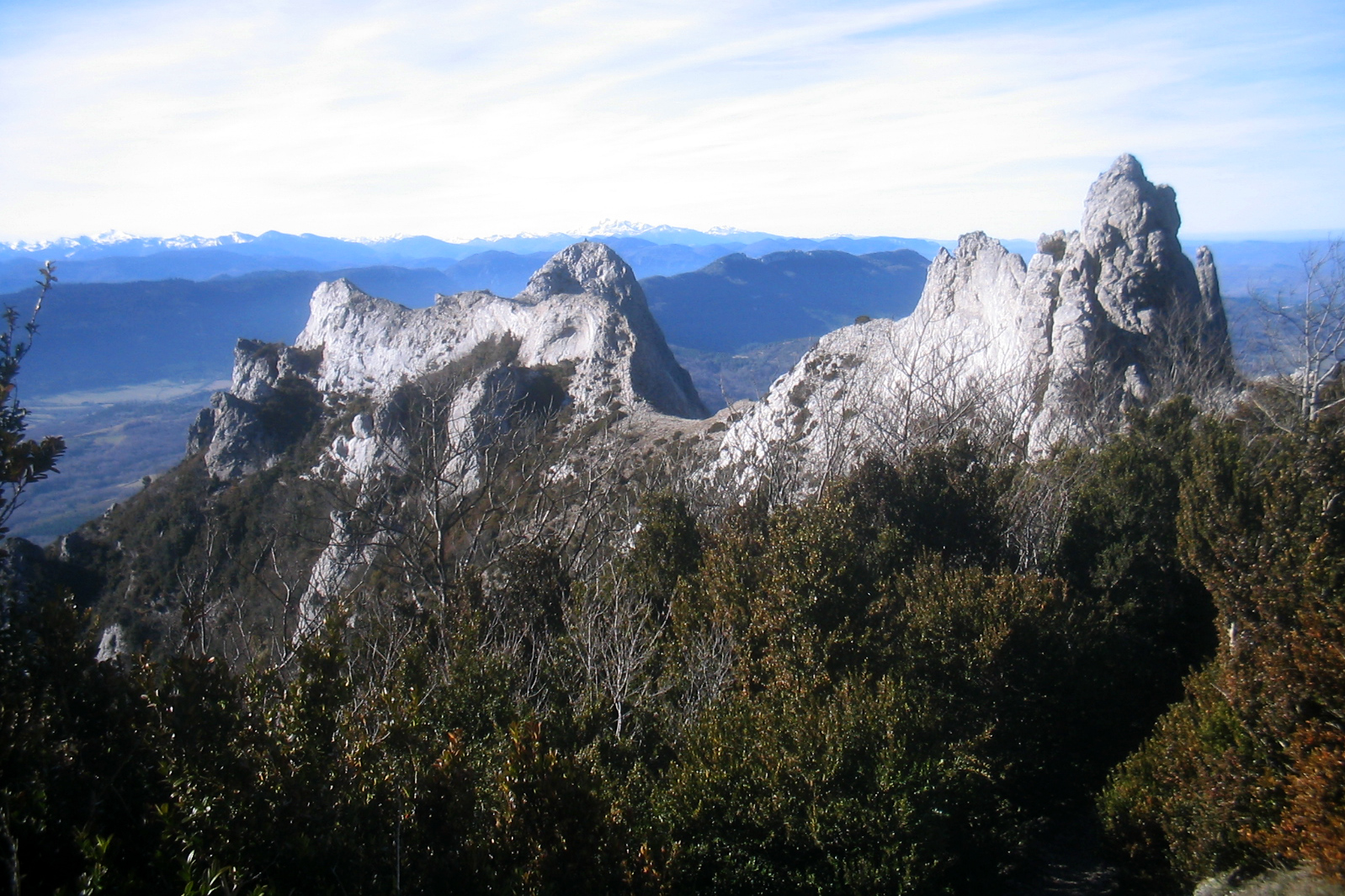
Widok od południa